# Trond Espen Seim
Trond Espen Seim (nascut el 4 d'octubre de 1971) és un actor noruec.
Ha interpretat al detectiu privat Varg Veum en una sèrie de pel·lícules basades en la sèrie homònima de novel·les de Gunnar Staalesen. El 18 de març de 2010, Seim va participar en la pel·lícula The Thing, que es va estrenar el 14 d'octubre de 2011 als Estats Units i el 2 de desembre de 2011 al Regne Unit.